# جاك كوغينز
جاك كوغينز (بالإنجليزية: Jack Coggins)‏ هو رسام توضيحي ورسام وفنان وكاتب أمريكي، ولد في 10 يوليو 1911 في لندن في المملكة المتحدة، وتوفي في 30 يناير 2006 في مقاطعة بركس في الولايات المتحدة.